# Jeremiah Sisson
Jeremiah Sisson (1720 – 1783) è stato un artigiano inglese.
Costruttore inglese di strumenti scientifici attivo a Londra a partire dagli anni '60 del XVIII secolo. Costruì e vendette barometri, quadranti murali e strumenti vari. Anche il padre Jonathan (1690-1760) fu un celeberrimo costruttore di strumenti astronomici.